# Hans-Peter Lanig
Hans-Peter Lanig (ur. 7 grudnia 1935 w Bad Hindelang, zm. 28 stycznia 2022 tamże) – niemiecki narciarz alpejski reprezentujący RFN, wicemistrz olimpijski i dwukrotny medalista mistrzostw świata.

## Kariera
Największy sukces w karierze Hans-Peter Lanig osiągnął w 1960 roku, kiedy podczas igrzysk olimpijskich w Squaw Valley zdobył srebrny medal w biegu zjazdowym. W zawodach tych rozdzielił na podium dwóch Francuzów: Jeana Vuarneta oraz Guya Périllata. Na tych samych igrzyskach był również siódmy w slalomie gigancie oraz trzynasty w slalomie. Igrzyska w Squaw Valley były równocześnie mistrzostwami świata, jednak kombinację rozgrywano tylko w ramach drugiej z tych imprez. W tej konkurencji Niemiec wywalczył brązowy medal, wyprzedzili go jedynie Guy Périllat i Charles Bozon z Francji. Do srebrnego medalu Lanig stracił zaledwie 0,14 pkt.
Na rozgrywanych cztery lata wcześniej igrzyskach olimpijskich w Cortina d’Ampezzo był piąty w zjeździe, a rywalizację w gigancie ukończył na siódmej pozycji. Siedmiokrotnie zdobywał tytuł mistrza RFN: w zjeździe w latach 1954, 1955 i 1959, w gigancie w 1956 roku, w slalomie w 1955 roku oraz w kombinacji w 1959 roku. W latach 1962–1966 był trenerem reprezentacji RFN w narciarstwie alpejskim. Pod koniec lat 60' przejął po rodzicach kawiarnię w Oberjoch i zamienił ją w hotel.
Jego siostra Evi oraz brat Axel również uprawiali narciarstwo alpejskie. Jego szwagier, mąż Evi – Lorenz Nieberl był bobsleistą.

## Osiągnięcia

### Igrzyska olimpijskie
| Miejsce | Dzień       | Rok  | Miejscowość       | Konkurencja | Czas biegu | Strata | Zwycięzca        |
| ------- | ----------- | ---- | ----------------- | ----------- | ---------- | ------ | ---------------- |
| 7.      | 29 stycznia | 1956 | Cortina d’Ampezzo | Gigant      | 3:00,1     | +8,5   | Toni Sailer      |
| 5.      | 3 lutego    | 1956 | Cortina d’Ampezzo | Zjazd       | 2:52,2     | +7,6   | Toni Sailer      |
| 13.     | 21 lutego   | 1960 | Squaw Valley      | Gigant      | 1:48,3     | +3,6   | Roger Staub      |
| 2.      | 22 lutego   | 1960 | Squaw Valley      | Zjazd       | 2:06,0     | +0,5   | Jean Vuarnet     |
| 7.      | 24 lutego   | 1960 | Squaw Valley      | Slalom      | 2:08,9     | +5,4   | Ernst Hinterseer |

### Mistrzostwa świata
| Miejsce | Dzień       | Rok  | Miejscowość       | Konkurencja | Czas biegu | Strata    | Zwycięzca        |
| ------- | ----------- | ---- | ----------------- | ----------- | ---------- | --------- | ---------------- |
| 25.     | 7 marca     | 1954 | Åre               | Zjazd       | 1:59,6     | +15,8     | Christian Pravda |
| 7.      | 29 stycznia | 1956 | Cortina d’Ampezzo | Gigant      | 3:00,1     | +8,5      | Toni Sailer      |
| 5.      | 3 lutego    | 1956 | Cortina d’Ampezzo | Zjazd       | 2:52,2     | +7,6      | Toni Sailer      |
| 13.     | 21 lutego   | 1960 | Squaw Valley      | Gigant      | 1:48,3     | +3,6      | Roger Staub      |
| 2.      | 22 lutego   | 1960 | Squaw Valley      | Zjazd       | 2:06,0     | +0,5      | Jean Vuarnet     |
| 7.      | 24 lutego   | 1960 | Squaw Valley      | Slalom      | 2:08,9     | +5,4      | Ernst Hinterseer |
| 3.      | 24 lutego   | 1960 | Squaw Valley      | Kombinacja  | 3,98 pkt   | +1,58 pkt | Guy Périllat     |